# Camuliana
Camuliana (łac. Diœcesis Camulianensis) – stolica historycznej diecezji w Cesarstwie Rzymskim (prowincja Kapadocja), współcześnie w Turcji. Pierwszym wzmiankowanym biskupem był Bazyli (VI w.). W XX wieku ustanowiona katolickim biskupstwem tytularnym, od 1970 nieobsadzona.

## Biskupi tytularni
| Lp. | Biskup                         | Od                   | Do               |
| --- | ------------------------------ | -------------------- | ---------------- |
| 1   | John Joseph Dunn               | 19 sierpnia 1921     | 31 sierpnia 1933 |
| 2   | John Bernard Kevenhoerster OSB | 27 października 1933 | 9 grudnia 1949   |
| 3   | Piotr Dudziec                  | 12 czerwca 1950      | 13 czerwca 1970  |